# Smerinthulus chinensis
Smerinthulus chinensis är en fjärilsart som beskrevs av Rothschild och Jordan 1903. Smerinthulus chinensis ingår i släktet Smerinthulus och familjen svärmare. Inga underarter finns listade i Catalogue of Life.